# Parroquia San Juan (Libertador)
La Parroquia San Juan es una de las 22 parroquias del Municipio Libertador del Distrito Capital de Venezuela y una de las 32 parroquias de Caracas.

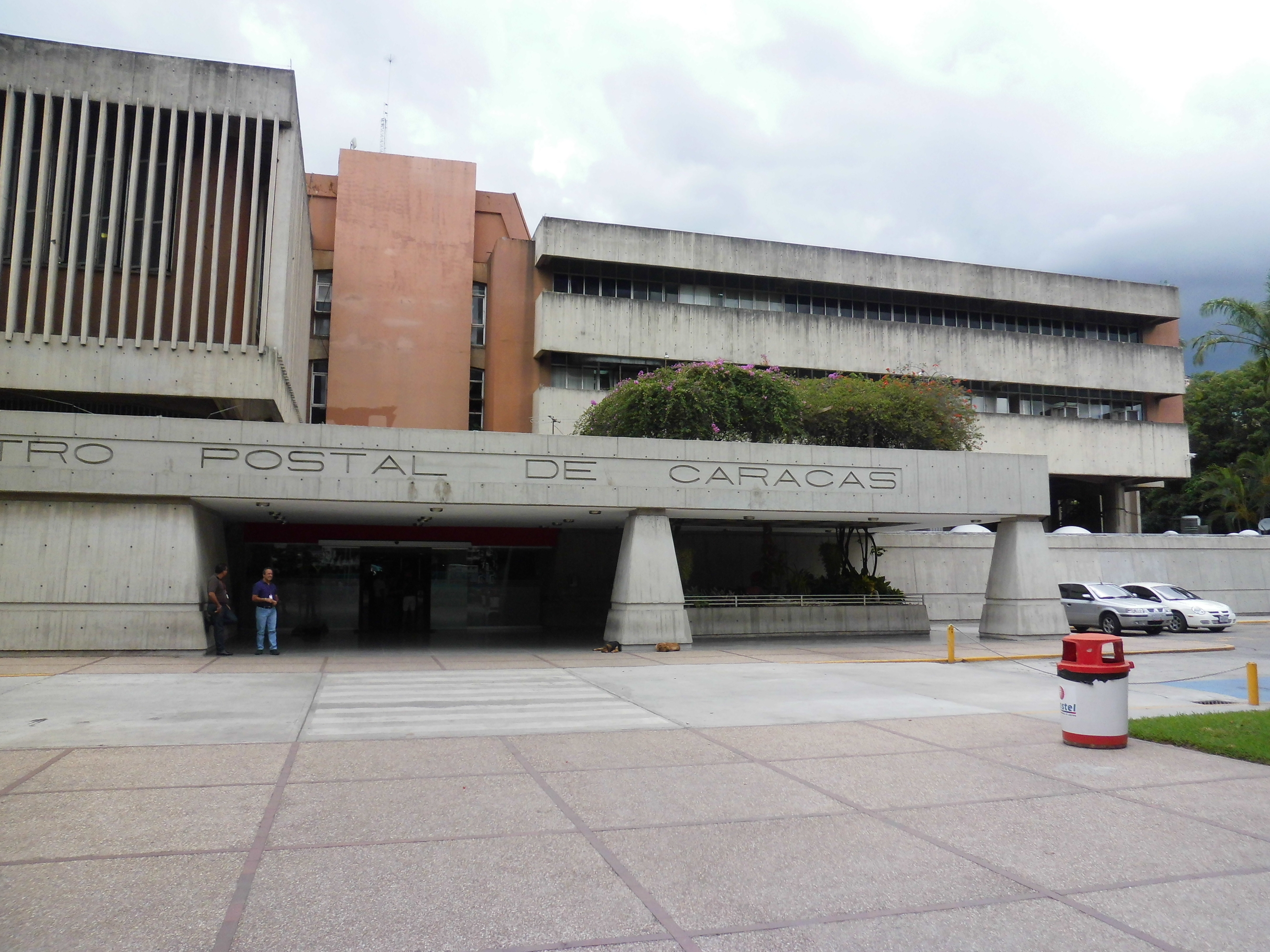
Centro Postal de Caracas, Parroquia San Juan

## Historia
El corazón de la parroquia es  la Plaza Capuchinos que fue establecida como Plaza León en 1776, luego fue renombrada Plaza de Abril entre 1875 y 1881 cuando se le llama Plaza Zamora. En 1827 Simón Bolívar acompañado de José Antonio Páez visitó el lugar como parte de su último viaje a la ciudad de Caracas. Años después de la construcción de la Avenida San Martín recupera el Nombre de Plaza Capuchinos.
La Parroquia San Juan nace el 22 de febrero de 1834 cuando se segrega de la antigua Parroquia de San Pablo, luego en el gobierno de Antonio Guzmán Blanco el conflicto con la Iglesia católica llevó a la desaparición de la Parroquia San Pablo, siendo anexada al este por la Parroquia Santa Teresa y al oeste por la Parroquia San Juan. Los límites desde entonces han variado en múltiples oportunidades, a comienzos del siglo XX la quebrada Caroata formaba el límite este, pero luego con la construcción de la Avenida Baralt este pasó a ser el nuevo límite con Santa Teresa.
Durante el Gobierno del General Marcos Pérez Jiménez la parroquia sufrió una importante transformación con la construcción de diversas obras públicas incluyendo la Maternidad Concepción Palacios, el distribuidor la araña el Hospital Militar Dr. Carlos Arvelo o el Mercado Municipal de Quinta Crespo.
En 1996 la zona oeste de la parroquia fue cedida para la creación de la Parroquia El Paraíso. En el 2013 el entonces presidente Hugo Chávez pasó sus últimos días en el Hospital Militar de la Parroquia San Juan donde falleció en marzo de ese mismo año.

## Geografía
La parroquia San Juan posee una superficie estimada en 380 hectáreas o 3,80 kilómetros cuadrados." Está ubicada al oeste del centro histórico del Municipio Libertador. Limita al norte con las parroquias 23 de enero y Catedral; al oeste y sur con la Parroquia El Paraíso; al este limita con la Parroquia Santa Teresa
Según el INE tenía una población de 101.777 habitantes para 2007 y se estima que para 2023 tendrá una población de 177.947 habitantes. Entre las principales urbanizaciones se encuentran San Juan, Artigas, El Calvario, San Martín, Puerta Negra, Eucaliptos, La Acequia, Cortada de Jesús y Las Piñas, entre otros.